# Anant Singh
Anant Hareebrun Singh (* 29. Mai 1956 in Durban) ist ein preisgekrönter südafrikanischer Filmproduzent, Mitglied des Internationalen Olympischen Komitees und ein Anti-Apartheid-Aktivist.

## Frühe Jahre
Anant Singh wuchs während der Apartheid in Durban als Angehöriger der indischstämmigen Bevölkerungsgruppe auf. Nach dem Schulbesuch schrieb er sich an der Universität von Durban-Westville ein. Im Alter von 18 unterbrach er jedoch sein Studium, um ein Geschäft zum Verkauf von 16-mm-Filmen zu erwerben. Singh begann dem Filmvertrieb und gründete die Verleihfirma Videovision Entertainment. 

## Schaffen als Produzent
1984 begann Singh mit der Produktion von Spielfilmen. Eines seiner ersten Projekte war Afrika – Land der Hoffnung (Place of Weeping), der erste Anti-Apartheid-Film, der komplett in Südafrika gefilmt wurde. 
In der Folgezeit war Singh an der Produktion von über 80 Filmen beteiligt. Hervorstechend sind seine Anti-Apartheid-Filme wie Sarafina! (1992) und Cry, the Beloved Country (1995). Mit Eine Frau namens Yesterday (Yesterday) gelang ihm die erste Oscar-Nominierung eines südafrikanischen Films. Der 2004 in isiZulu gedrehte Film wurde bei der Oscarverleihung 2005 in der Kategorie Bester fremdsprachiger Film nominiert. 
Singh produzierte seine Filme nicht nur in Südafrika, er war auch an Projekten in internationaler Koproduktion beteiligt. Er produzierte auch Filme in den USA, im Vereinigten Königreich und in Südkorea. 
Neben Spielfilmen produzierte Singh auch Dokumentarfilme. So produzierte er 1994 Countdown to Freedom, eine Dokumentation über die erste freie Wahl nach Ende des Apartheidregimes. 1995 folgte Prisoners of Hope: Reunion on Robben Island über ein Treffen von über 1250 ehemaligen politischen Gefangenen unter der Führung von Nelson Mandela.

## Weitere Tätigkeiten
Ab 1996 arbeitete Singh mit dem NOK Südafrikas und der Stadt Kapstadt an der Bewerbung zur Ausrichtung der Olympischen Sommerspiele 2004 zusammen. Singh produzierte den Bewerbungsfilm, der auf der 106. IOC-Session im schweizerischen Lausanne gezeigt wurde. 2011 produzierte er den Bewerbungsfilm für die Stadt Durban zur Bewerbung der Ausrichtung der 123. IOC-Session 2011 und der Commonwealth Games 2022. Für seine Arbeit zur Förderung des südafrikanischen Sports wurde er 2016 zum Mitglied des IOC ernannt.
Anant Singh fungiert als Vorsitzender von EastCoast Radio, einem kommerziellen Radiosender in KwaZulu-Natal, und als Direktor von OFM, einem Radiosender in Bloemfontein. Er ist zudem Vorsitzender der Cape Town Film Studios. 

## Ehrungen

### Filmpreise
- 2006: Nominierung für den Emmy Award in der Kategorie Fernsehfilm für Eine Frau namens Yesterday
- 2007: Nominierung für den News & Documentary Emmy Award für The Journalist and the Jihadi: The Murder of Daniel Pearl
- 2014: Nominierung für den BAFTA-Award in der Kategorie Bester britischer Film für Mandela – Der lange Weg zur Freiheit
- 2014: Nominierung für den Black Reel Award für Mandela – Der lange Weg zur Freiheit
- 2014: Nominierung als Film des Jahres beim American Black Film Festival für Mandela – Der lange Weg zur Freiheit
- 2017: Nominierung als Bester Film beim South African Film and Television Awards für Shepherds and Butchers

### Weitere Ehrungen
- Crystal Award des World Economic Forum
- Ehrendoktorwürde der Universität von Durban-Westville, der Universität von Port Elizabeth (heute Nelson Mandela University) und der Technischen Universität Durban

## Filmographie (Auswahl)

### Als Produzent (producer)
- 1985: Deadly Passion
- 1987: Afrika – Land der Hoffnung (Place of Weeping)
- 1987: City of Blood
- 1988: Platoon Warrior (The Stick)
- 1988: Death Force
- 1989: Deadly Obsession
- 1989: Hellgate
- 1990: American Kickboxer – Blood Fighter (American Kickboxer) .
- 1991: To the Death
- 1992: Sarafina!
- 1993: Der Kidnapper (Father Hood)
- 1994: The Mangler
- 1995: Cry, the Beloved Country
- 1998: Vom Fliegen und anderen Träumen (The Theory of Flight)
- 1999: Bravo Two Zero – Hinter feindlichen Linien (Bravo Two Zero)
- 2000: Der lange Weg zum Sieg (The Long Run)
- 2001: Mr. Bones
- 2003: Liebesleid und Leidenschaft (I Capture the Castle)
- 2004: Eine Frau namens Yesterday (Yesterday)
- 2004: Red Dust – Die Wahrheit führt in die Freiheit (Red Dust)
- 2006: Pulse – Du bist tot, bevor Du stirbst (Pulse)
- 2006: The Journalist and the Jihadi: The Murder of Daniel Pearl
- 2007: Prey
- 2007: Mehr als nur ein Spiel (More Than Just a Game)
- 2008: Pulse 2: Afterlife
- 2008: Pulse 3: Invasion
- 2009: Don’t Look Up
- 2013: Mandela – Der lange Weg zur Freiheit (Mandela: Long Walk to Freedom)
- 2014: Kite – Engel der Rache (Kite)
- 2016: Im Todestrakt (Shepards and Butchers)

### Als ausführender Produzent (executive producer)
- 1987: Kronzeugin des Todes (Quest for Tru)
- 1988: Verhängnisvolle Freundschaft (Thrilled to Death)
- 1989: Bedroom Eyes II
- 1989: Reason to Die
- 1989: Die letzte Party (Terminal Bliss)
- 1991: Die Straße nach Mekka (The Road to Mekka)
- 1992: Chain of Desire
- 1994: Sie kennen keine Gnade (Dead Beat)
- 1994: Captives – Gefangen (Captives)
- 1997: Showdown in Scorpion Spring (Scorpion Spring)
- 1997: Face
- 1998: Get Real – Von Mann zu Mann (Get Real)
- 2001: Zu Warriors (Shu Shan Zheng Zhuan)
- 2001: Hand in Hand mit dem Tod (Happy Now)
- 2001: Volcano High (Hwasango)
- 2010: Der älteste Schüler der Welt (The First Grader)
- 2015: Remember